# ГЭС Байхэтань
ГЭС Байхэтань (кит. трад. 白鹤滩大坝, упр. 白鶴灘大壩, пиньинь Báihètān Dàbà) — гидроэлектростанция на реке Цзиньша (верхнее течение Янцзы) в Китае, на административной границе провинций Сычуань и Юньнань.

## Общие сведения
ГЭС Байхэтань — крупная плотинная гидроэлектростанция с установленной мощностью 16 000 МВт. ГЭС входит в состав строящегося каскада плотин на Янцзы, сооружения электростанции являются звеном проекта регулирования стока Цзиньша, который преследует цели получения гидроэлектроэнергии и уменьшения летних паводков на реке.
При нормальном напорном уровне 825 м над уровнем моря гидроузел формирует водохранилище полным объёмом 20,627 км³ и с полезным объемом — 10,43 км³. Общая пропускная способность водосбросов станции составляет 42 346 м³/сек. Среднегодовое производство электричества — 60,24 млрд  кВт⋅ч.
Стоимость строительства гидроузла оценивается в 26 млрд долларов США.
20 декабря 2022 года, последний из установленных генераторов был подключен к общей энергосети, что ознаменовало окончание строительства ГЭС.

## Рекорды
- Электростанция оборудована самыми мощными гидроагрегатами из когда-либо устанавливаемых на гидроузлах. Силовые машины, разработанные и произведенные в Китае, в собранном виде имеют высоту 50 м и массу 8000 т, номинальная мощность генераторов станции 1 ГВт[1];
- По установленной мощности станция является второй в мире после ГЭС Три ущелья;
- Арочная плотина станции имеет объем 7 млн м³ и считается крупнейшей плотиной этого типа в мире[1].